# ホルゲル・ギルベルト＝イェスペルセン
ホルゲル・ギルベルト＝イェスペルセン（Holger Gilbert-Jespersen, 1890年9月22日 - 1975年7月30日）は、デンマークのフルート奏者。

## 生涯
オードロップの生まれ。1908年から1911年までデンマーク王立音楽院でフレデリック・ストームに師事した後、ロンドンでアルバート・フランセラに習う。1913年にパリに行き、アドルフ・エヌバンスに師事したが、第一次世界大戦のために帰国し、デンマーク軍に一時的に入隊した。1917年からフルーティストとして活動を始る一方で、再びパリに行ってフィリップ・ゴーベールに教えを受け、1920年代半ばからコペンハーゲン木管五重奏団のメンバーとして加わった。1926年にはカール・ニールセンのフルート協奏曲の初演の独奏を担当し、ニールセンから曲を献呈されている。1927年から1956年までデンマーク王立管弦楽団の首席奏者を務める。1927年から1962年まで母校のフルート科の教師も兼任した。門下にはポール・ビルケルンドらがいる。
1975年7月30日にホルベック郡のヴィグ・リンにて死去した。